# Hinton (Virgínia de l'Oest)
Hinton és una població dels Estats Units a l'estat de Virgínia de l'Oest. Segons el cens del 2000 tenia 2.880 habitants.

## Demografia
Segons el cens del 2000, Hinton tenia 2.880 habitants, 1.357 habitatges, i 755 famílies. La densitat de població era de 481,4 habitants per km².
Dels 1.357 habitatges en un 19,4% hi vivien nens de menys de 18 anys, en un 40,1% hi vivien parelles casades, en un 12,6% dones solteres, i en un 44,3% no eren unitats familiars. En el 41,3% dels habitatges hi vivien persones soles el 22,7% de les quals corresponia a persones de 65 anys o més que vivien soles. El nombre mitjà de persones vivint en cada habitatge era de 2,1 i el nombre mitjà de persones que vivien en cada família era de 2,85.
Per edats la població es repartia de la següent manera: un 19,4% tenia menys de 18 anys, un 7,3% entre 18 i 24, un 22,8% entre 25 i 44, un 24,3% de 45 a 60 i un 26,2% 65 anys o més.
L'edat mediana era de 45 anys. Per cada 100 dones de 18 o més anys hi havia 79,2 homes.
La renda mediana per habitatge era de 20.323 $ i la renda mediana per família de 25.769 $. Els homes tenien una renda mediana de 23.654 $ mentre que les dones 25.543 $. La renda per capita de la població era de 13.909 $. Entorn del 22,6% de les famílies i el 27,6% de la població estaven per davall del llindar de pobresa.

## Poblacions properes
El següent diagrama mostra les poblacions més properes.